# Сентиментална прича
„Сентиментална прича” је југословенски ТВ филм из 1988. године. Режирао га је Никола Ћурчин који је написао и сценарио.

## Радња
Постоје људи којима се вечито догађају љубавне згоде и незгоде, који стално траже некекав вентил у краћим или дужим везама јер им је брак тескоба. Али, постоје и људи за које све то постоји само у романима и филмовима. Такви имају сређен живот и постоје само за кућу, посао и пријатеље. И управо се таквом човеку догоди да доживи сусрет који га уздрма. Поготову када схвати да је тој девојци он био некакав недосањани сан док је још била девојчица.

## Улоге
| Глумац             | Улога    |
| ------------------ | -------- |
| Горан Султановић   | Миша     |
| Бранка Пујић       | Маријана |
| Александра Николић | Милена   |
| Владимир Јевтовић  | Бане     |
| Милан Богуновић    | Петар    |
| Михајло Форо       |          |
| Милоје Ивановић    | Асистент |
| Данијела Крњета    |          |
| Весна Малохоџић    | Деса     |

Остале улоге ▼
| Глумац               | Улога     |
| -------------------- | --------- |
| Милорад Мандић Манда | Илија     |
| Тања Михајлов        | Наташа    |
| Миленко Павлов       | Славко    |
| Будимир Пешић        |           |
| Маринко Шебез        | Петровић  |
| Ирена Војводић       |           |
| Миња Војводић        | Инспектор |